# Villard-sur-Bienne
Villard-sur-Bienne is een plaats en voormalige gemeente in het Franse departement Jura in de regio Bourgogne-Franche-Comté en telt 132 inwoners (1999). De plaats maakt deel uit van het arrondissement Saint-Claude.

## Geschiedenis
Villard-sur-Bienne is op 1 januari 2019 opgeheven en toegevoegd aan de gemeente Nanchez. 

## Geografie
De oppervlakte van Villard-sur-Bienne bedraagt 10,5 km², de bevolkingsdichtheid is 12,6 inwoners per km².
De onderstaande kaart toont de ligging van Villard-sur-Bienne met de belangrijkste infrastructuur en aangrenzende gemeenten.

## Demografie
Onderstaande figuur toont het verloop van het inwonertal.
Chaux-des-Prés · Les Piards · Prénovel · Villard-sur-Bienne